# In the Summers
In the Summers is een Amerikaanse semi-autobiografische dramafilm uit 2024, geregisseerd en geschreven door Alessandra Lacorazza in haar regiedebuut.

## Verhaal
De film volgt de twee zussen Violeta en Eva tijdens hun jaarlijkse zomerbezoeken aan hun vader die in Las Cruces, New Mexico woont.

## Rolverdeling
| Acteur        | Personage |
| ------------- | --------- |
| René Pérez    | Vicente   |
| Sasha Calle   | Eva       |
| Lio Mehiel    | Violeta   |
| Leslie Grace  | Yenny     |
| Sharlene Cruz | Camila    |

## Productie
De debuutfilm van Alessandra Lacorazza is losjes gebaseerd op haar kindertijd toen ze haar vader in Colombia bezocht tijdens de zomers. Deze "Indie"-film werd geproduceerd door Exile Content Studio en Candle Media Company in samenwerking met Lexicon Development, samen met 1868 Studios en LUZ Films. De filmopnames gingen door in New Mexico en eindigden in juni 2023.

## Release en ontvangst
In the Summers ging op 22 januari 2024 in première op het Sundance Film Festival in de U.S. Dramatic Competition waar hij de Grand Jury Prize Dramatic won. De film kreeg overwegend positieve kritieken van de filmcritici, met een score van 80% op Rotten Tomatoes, gebaseerd op 10 beoordelingen.

## Prijzen en nominaties
De belangrijkste:
| Jaar | Prijs                  | Categorie                      | Genomineerde(n)           | Uitslag  |
| ---- | ---------------------- | ------------------------------ | ------------------------- | -------- |
| 2024 | Sundance Film Festival | Grand Jury Prize Dramatic      | Grand Jury Prize Dramatic | Gewonnen |
| 2024 | Sundance Film Festival | Directing Award: U.S. Dramatic | Alessandra Lacorazza      | Gewonnen |